# Puerto Serrano
Puerto Serrano è un comune spagnolo di 7 116 abitanti situato nella comunità autonoma dell'Andalusia. Gli abitanti spesso lo chiamano "puertu herranu".

## Geografia fisica
Il comune è attraversato dal fiume Guadalete.